# FASTQ
FASTQ je textový soubor sloužící k uchování biologické sekvence (typicky nukleotidové sekvence) a také nese informace o skóre kvality jednotlivých nukleotidů. Samotné báze sekvence, tak i skóre kvality je zakódováno jedním ASCII znakem. Skóre kvality udává, s jakou pravděpodobností byla konkrétní báze určena chybně. 
Formát byl původně vytvořen ve Welcome Trust Sanger Institute, aby do jednoho souboru bylo možno uložit informaci jak o sekvenci, tak i o kvalitě dat. Díky tomu se stal standardem pro uchovávání výstupů z high-throughput sekvenátorů.
FASTQ soubory mohou obsahovat až několik milionů znaků a mohou dosahovat velikosti až několik gigabytů, což je často dělá moc velkými na to, aby mohly být otevřeny v běžném textovém editoru. FASTQ soubory totiž typicky obsahují velké množství sekvencí. Často je ale není potřeba otevírat, protože jsou vstupními soubory pro následné analýzy jako je například alignment k referenčnímu genomu nebo de novo sestavování genomu. Pokud by ale uživatel chtěl soubor zobrazit je vhodné k tomu použít systém Unix nebo Linux které umožňují zobrazení velkých souborů přes příkazovou řádku.
FASTQ soubor se skládá ze 4 řádků:
- Pole 1 začíná znakem @ a je následováno identifikátorem sekvence a volitelným popisem jako jsou třeba informace o sekvenaci.
- Pole 2 je složeno z písmen samotné sekvence.
- Pole 3 začíná znakem + a také může být také následováno stejným identifikátorem či různým popisem.
- Pole 4 nese informaci o skóre kvality jednotlivých písmen ze řádku 2. Musí obsahovat stejný počet znaků jako řádek 2.

FASTQ soubor obsahující jednu sekvenci může vypadat takto:
```
@SEQ_ID
GATTTGGGGTTCAAAGCAGTATCGATCAAATAGTAAATCCATTTGTTCAACTCACAGTTT
+
!''*((((***+))%%%++)(%%%%).1***-+*''))**55CCF>>>>>>CCCCCCC65

```

## Kvalita
Hodnoty kvality neboli Q skóre jsou reprezentovány ASCII znaky. Znak reprezentující nejnižší kvalitu je "!" a nejvyšší kvalitu reprezentuje znak "~". Znaky (celkem 94) jsou pak zleva doprava seřazeny od nejnižší kvality po nejvyšší takto:
```
!"#$%&'()*+,-./0123456789:;<=>?@ABCDEFGHIJKLMNOPQRSTUVWXYZ[\]^_`abcdefghijklmnopqrstuvwxyz{|}~

```

Sekvenační kvalita dané báze Q je definována následujícím vztahem:
{\displaystyle Q_{\ }=-10\,\log _{10}p}
kde p je předpokládaná pravděpodobnost chybně určené báze.
Vyšší Q skóre indikuje menší pravděpodobnost chyby. Nižší Q skóre naopak vyšší pravděpodobnost chyby. 
Kvality skóre 20 (Q20) znamená 1 chybu na 100 znaků, což odpovídá přesnosti 99 %. Q30 se považuje za měřítko kvality pro sekvenování nové generace (NGS).

### Encoding
Způsob kódování kvality se liší v závislosti na použitém přístroji a softwaru pro určování bází (tzv. basecaller). Například formát Phred+33 používaný při Sangerovu sekvenování kóduje skóre kvality od 0 do 93 a využívá pro to ASCII znaky s kódem 33 až 126. Nejnižší kvalita (0) odpovídá tedy ASCII znaku 33, což je !. Dalšími formáty je Phred+64 a Solexa+64, kdy kvalitě 0 odpovídá ASCII znak 64. Rozdíl mezi Phred+64 a Solexa+64 je, že u kódování Solexa může hodnota kvality dosáhnout záporné hodnoty -5. Nejpoužívanější je ale formát Phred+33 a je využíván většinou používaných přístrojů. Typická kvalita většinou nepřesahovala 40. Což se s nástupem sekvenování nové generace či vylepšováním technik mění a jsme schopni tuto hodnotu přesáhnout. Nevýhodou je, pokud některé nástroje či skripty se setkají s hodnotou kvality vyšší než 40, může to vést jejich selhání či chybám. 
```
  
SSSSSSSSSSSSSSSSSSSSSSSSSSSSSSSSSSSSSSSSS
.....................................................
  ..........................
XXXXXXXXXXXXXXXXXXXXXXXXXXXXXXXXXXXXXXXXXXXXXX
......................
  ...............................
IIIIIIIIIIIIIIIIIIIIIIIIIIIIIIIIIIIIIIIII
......................
  .................................
J
JJJJJJJJJJJJJJJJJJJJJJJJJJJJJJJJJJJJJJJ
.....................
  
LLLLLLLLLLLLLLLLLLLLLLLLLLLLLLLLLLLLLLLLLL
....................................................
  
NNNNNNNNNNNNNNNNNNNNNNNNNNNNNNNNNNNNNNNNNNNNNNNNNNN...........................................

  
EEEEEE
EEEEEE
EEEEEE
EEEEEE
EEEEEE
EEEEEE
EEEEEE
EEEEEE
EEEEEE
EE

  
PPPPPP
PPPPPP
PPPPPP
PPPPPP
PPPPPP
PPPPPP
PPPPPP
PPPPPP
PPPPPP
PPPPPP
PPPPPP
PPPPPP
PPPPPP
PPPPPP
PPPPPP
PPPP

  !"#$%&'()*+,-./0123456789:;<=>?@ABCDEFGHIJKLMNOPQRSTUVWXYZ[\]^_`abcdefghijklmnopqrstuvwxyz{|}~
  |                         |    |        |              |               |                     |
 33                        59   64       73             88             104                   126

  0........................26...31.......40                                

                           -5....0........9.............................40 

                                 0........9.............................40 

                                    3.....9..............................41 

  0.2......................26...31........41                              

  0..................20........30........40........50

  0..................20........30........40........50...55

  0..................20........30........40........50..........................................93
```

```
 
S - Sanger        Phred+33,  typická kvalita hrubých dat (0, 40)

 
X - Solexa        Solexa+64, typická kvalita hrubých dat (-5, 40)

 
I - Illumina 1.3+ Phred+64,  typická kvalita hrubých dat (0, 40)

 
J - Illumina 1.5+ Phred+64,  typická kvalita hrubých dat (3, 41)
     kde 0=nepoužito, 1=nepoužito, 2=Kontrolní indikátor kvality segmentu čtení (tučně). 

 
L - Illumina 1.8+ Phred+33,  typická kvalita hrubých dat (0, 41)

 
N - Nanopore      Phred+33,  typická kvalita duplexových dat (0, 50)

 
E - ElemBio AVITI Phred+33,  typická kvalita hrubých dat (0, 55)

 
P - PacBio        Phred+33,  typická kvalita HiFi dat (0, 93)
```